# Илинойс (река)
Илинойс (на английски: Illinois River) е река в северната част на САЩ, в щата Илинойс, ляв приток на Мисисипи, отводняваща голяма част от централните части на щата. Дължината ѝ е 439 km (заедно с лявата съставяща я река Канкаки 653 km), а площта на водосборния басейн – 74 479 km².

## Извор, течение, устие
Река Илинойс се образува на 154 m н.в., в източната част на окръг Грънди, на около 16 km югозападно от Джулиет от сливането на двете съставящи я реки Канкаки (лява съставяща) и Дес Плейнс (дясна съставяща). Първата води началото си от югоизточната част на щата Уисконсин, а втората – от северозападната част на щата Индиана. В началото тече на запад, а в югоизточната част на окръг Бъро образува голям завой и поема в югозападна посока, като образува множество езеровидни разширения, крайречни езера и старици. Влива се отляво в река Мисисипи, на 127 m н.в., близо до градчето Графтън на около 40 km северно от Сейнт Луис и на около 35 km нагоре от мястото, където в Мисисипи се влива река Мисури.

## Водосборен басейн, притоци
Площта на водосборния басейн на река Илинойс възлиза на 74 479 km², което представлява 2,5% от водосборния басейн на река Мисисипи. Той обхваща голяма част от щата Илинойс и малки участъци в югоизточната част на щата Уисконсин и в северозападната част на щата Индиана. На северозапад и югоизток граничи с водосборните басейни на левите притоци на Мисисипи – Рок Ривър и Каскакия, на изток – с водосборния басейн на река Охайо, а на североизток, в района на град Чикаго – с водосорния басейн на езерото Мичиган, респективно с водосборния басейн на река Сейнт Лорънс.
Река Илинойс получава 10 притока с дължина над 100 km: леви – Канкаки (214 km), Вермилиън (120 km), Макино (210 km), Сангамон (396 km), Макопен Крийк (161 km); десни – Дес Плейнс 214 km), Фокс Ривър (325 km), Биг Бюроу Крийк (117 km), Спуун Ривър (237 km), Ла Моан 201 km).<ref name="bse">

## Хидрография
Река Илинойс има предимно дъждовно и снежно подхранване. Пълноводието ѝ е от март до май, а маловодието – през лятото и есента. Среден годишен отток 659 m³/s.

## Историческа справка, стопанско значение
Долината на река Илинойс е дом на племената на Конфедерацията Илинойс. Французите първи се срещат с тези индианци през 1673 година. Първото европейско селище в Страната Илинойс е Йезуитска мисия, основана през 1675 г. от отец Жак Mаркет на брега на Илинойс срещу Старвъд Рок в главното село на илинойс. През 1680 г., Рене Робер дьо Ла Сал построява първият форт в Илинойс, Форт Сен Луис. По-късно той е преместен близо до Пеория.
Реката е била важна за местните индианци и за първите френски търговци като основен воден път, свързващ Големите езера с Мисисипи. Френските колониални селища по протежение на реката са образували район, който става известен като Страната Илинойс. След изграждането на каналите Илинойс и Мичиган, и канала Хенепин през 19 век, ролята на реката като връзка между езерото Мичиган и Мисисипи става още по-значима за модерното индустриално корабоплаване. Този воден маршрут сега е известен като Водния път Илинойс.
От 1905 до 1915 година повечето от сладководната риба е изловена в река Илинойс, повече от всяка друга река, в Съединените щати, с изключение на река Колумбия. Илинойс е един от основните източници на миди. Прекомерният улов на риба, големите разливи и замърсяването на водата са ограничили значително промишления риболов, с изключение на малките мидени ферми. Въпреки това Илинойс реката все още остава важен воден път и място за спортен риболов.
Илинойс заедно с каналите Мичиган-Илинойс и Хенепин формира съвременен воден път, свързващ Големите езера в Чикаго с Мисисипи. Първоначално е създаден канала Илинойс – Мичиган, който свързва река Илинойс с река Чикаго. Речния транспорт и контрола върху наводнения се управлява и регулира от 8 шлюза и язовира под юрисдикцията на Армейския инженерен корпус на САЩ. Към края на 2011 година, всички шлюзове и язовири по този воден път са затворени за посетители от съображения за сигурност, с изключение на Старвъд Рок туристическия център.

## По-големи селища в басейна на реката
- Пеория
- Браунинг
- Чиликоте
- Хенепин
- Ла Сал
- Норд Утика
- Рим
- Марсилия
- Морис
- Отава
- Перу